# Genererande funktion
En genererande funktion är inom matematik en formell potensserie som innehåller information om en talföljd.

## Definition
Den genererande funktionen f till talföljden an, n = 0, 1, 2, ..., definieras som
{\displaystyle f(x)=\sum _{k=0}^{\infty }a_{k}x^{k}}
Ofta är f bara definierad i ett intervall runt origo (ibland bara i en punkt), nämligen när summan bara konvergerar där. Det är då mer fruktbart att betrakta f som en formell potensserie snarare än en funktion.
Om an är sannolikhetsfördelningen av en diskret slumpvariabel så är dess genererande funktion kallad en sannolikhetsgenererande funktion. 

### Exponentiell genererande funktion
Ibland betraktas istället en exponentiell genererande funktion till en talföljd an, definierad som:
{\displaystyle \sum _{k=0}^{\infty }{\frac {a_{k}}{k!}}x^{k}}.

## Exempel
Den genererande funktionen till Fibonacciföljden Fn kan bestämmas som följer:
Fn definieras av rekursionen {\displaystyle F_{k+2}-F_{k+1}-F_{k}=0\ }, och {\displaystyle F_{0}=0,F_{1}=1\ }
Genom att sätta {\displaystyle f(x)=\sum _{k=0}^{\infty }F_{k}x^{k}} kan vi ställa upp
{\displaystyle (1-x-x^{2})\cdot f(x)=}
Substituera f(x)
{\displaystyle =(1-x-x^{2})\cdot \left(\sum _{k=0}^{\infty }F_{k}x^{k}\right)=}
Multiplicera in i parentesen
{\displaystyle =\sum _{k=0}^{\infty }F_{k}x^{k}-\sum _{k=0}^{\infty }F_{k}x^{k+1}-\sum _{k=0}^{\infty }F_{k}x^{k+2}=}
Förskjut indexen med 0, 1 respektive 2 steg
{\displaystyle =\sum _{k=0}^{\infty }F_{k}x^{k}-\sum _{k=1}^{\infty }F_{k-1}x^{k}-\sum _{k=2}^{\infty }F_{k-2}x^{k}=}
Ta ut k = 0 och k = 1
{\displaystyle =\left(F_{0}\cdot x^{0}+F_{1}\cdot x+\sum _{k=2}^{\infty }F_{k}x^{k}\right)-\left(F_{1-1}\cdot x^{1}+\sum _{k=2}^{\infty }F_{k-1}x^{k}\right)-\left(\sum _{k=2}^{\infty }F_{k-2}x^{k}\right)=}
Slå ihop resterande summor
{\displaystyle =F_{0}+F_{1}\cdot x-F_{0}\cdot x+\sum _{k=2}^{\infty }\left(F_{k}-F_{k-1}-F_{k-2}\right)\cdot x^{k}}
Sätt in F0 = 0, F1 = 1 och rekursionen
{\displaystyle =0+1\cdot x-0\cdot x+\sum _{k=2}^{\infty }0\cdot x^{k}=x}
Alltså gäller
{\displaystyle f(x)={\frac {x}{1-x-x^{2}}}}